# 투아스웨스트로드역

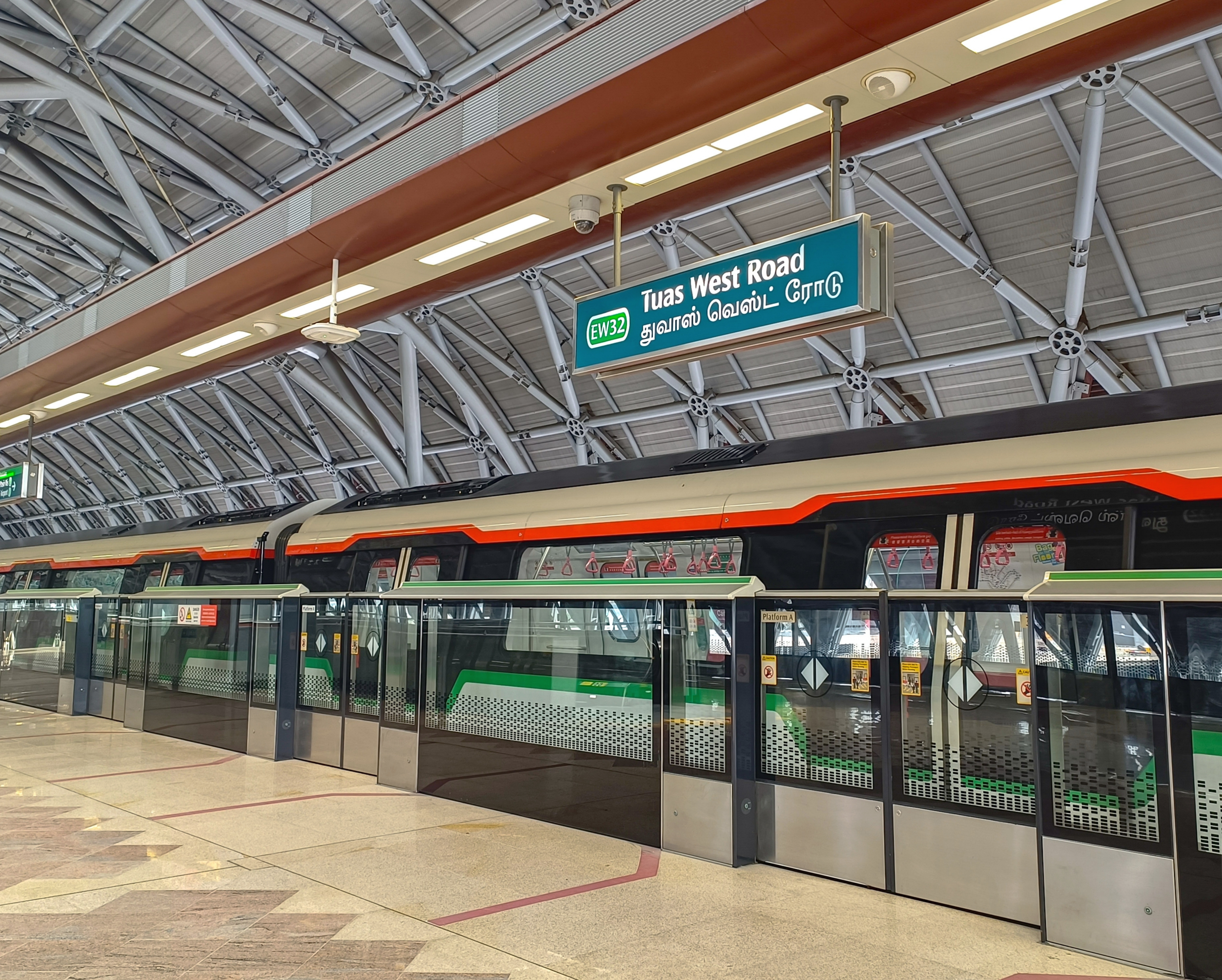

투아스웨스트로드역(Tuas West Road MRT station)은 싱가포르 투아스의 이스트웨스트선을 따라 있는 지상 싱가포르 MRTMRT(Mass Rapid Transit) 역이다. 이 역은 인근 도로에서 이름을 따왔다. 투아스 웨스트 로드와의 교차점 근처 파이어니어 로드를 따라 위치하고 있으며 투아스 노스(Tuas North), 투아스 베이(Tuas Bay) 및 투아스 산책로(Tuas Promenade) 계획 하위 구역의 경계를 따라 위치하고 있다.
이 역은 투아스 애비뉴 9, 11, 12, 20, 투아스 레인(Tuas Lane) 및 투아스 웨스트 애비뉴(Tuas West Avenue)와 같은 파이어니어 로드 및 투아스 웨스트 로드 인근의 산업 지역에 서비스를 제공한다.